# Жолболдинський сільський округ
Жолболди́нський сільський округ (каз. Жолболды ауылдық округі, рос. Жоболдинский сельский округ) — адміністративна одиниця у складі Актогайського району Павлодарської області Казахстану. Адміністративний центр — село Жолболди.
Населення — 700 осіб (2021; 964 у 2009, 1599 у 1999, 2127 у 1989).
Станом на 1989 рік існувала Комінтернівська сільська рада (села Ново-Алексієвка, Шилкіти, Шуга).

## Склад
До складу округу входять такі населені пункти:
| Населений пункт | Старі назви     | Населення, осіб (1989) | Населення, осіб (1999) | Населення, осіб (2009) | Населення, осіб (2021) |
| --------------- | --------------- | ---------------------- | ---------------------- | ---------------------- | ---------------------- |
| Жолболди, село  | Ново-Алексієвка | 1326                   | 957                    | 547                    | 391                    |
| Шилікти, село   | -               | 264                    | 202                    | 126                    | 94                     |
| Шуга, село      | -               | 537                    | 440                    | 291                    | 215                    |